# Christian Carl von Meusebach
Christian Carl von Meusebach (* 28. November 1734; † 11. März 1802 in Voigtstedt) war ein deutscher Jurist und anhalt-zerbstischer Kammerrat sowie Schlossbesitzer.

## Leben
Er entstammte dem alten thüringischen Adelsgeschlecht von Meusebach mit gleichnamigem Stammhaus bei Stadtroda und war der Sohn von Carl Ludwig von Meußbach. Sein Vater hatte den Grünthal'schen Besitz des Jacob von Grünthal und das Gehofische Gut in Voigtstedt übernommen, die zusammen dort das Schloss Vockstedt bildeten. Nach dem Tod des Vaters hatte Christian Carl von Meusebach dieses Schloss gemeinsam mit seinem älteren Bruder Gottlob George Justus von Meusebach, der als oranien-nassauischer Geheimer Regierungsrat in Dillenburg wirkte, geerbt. 
Christian Carl studierte Rechtswissenschaften und trat als Kammerrat in den Dienst des Herzogs von Anhalt-Zerbst. Er starb im Alter von 68 Jahren an Entkräftung und wurde am 14. März 1802 abends in der Stille in Voigtstedt begraben.
1802 fiel sein Anteil am Schloss Vockstedt auf seine beiden leiblichen Söhne, die es zunächst einige Wochen gemeinsam verwalteten. Dann trafen sie am 1. November 1802 einen Erbvergleich. Karl Hartwig Gregor von Meusebach übernahm das Schloss allein, verkaufte es aber 1815 als königlicher Präsident an den Amtmann Heinrich Ludolph Preuser aus Kölleda.

## Familie
Christian Carl von Meusebach heiratete im Jahre 1776 Benigna Friederika (1746–1785), die Tochter des schwedischen Kammerherrn und Bergwerkdirektors Anders von Nordenflycht (1710–1762) aus Kurland. Aus der Ehe gingen die beiden Söhne George Friedrich Carl und Karl Hartwig Gregor von Meusebach hervor. Daneben gab es noch die Tochter Amalie, die auf dem Gut Nonnendorf im Grenzbereich der Ämter Dahme, resp. des Amtes Jüterbog, nachfolgend im Jüterboger Kreis gelegen, als Ehefrau von Johann Heinrich (Friedrich) Samuel von der Schulenburg lebte.